# Corydoras nattereri
Corydoras nattereri, thường được gọi là cá chuột xanh hay cá chuột Natterer, là một loài cá da trơn nước ngọt nhiệt đới thuộc chi Corydoras trong họ Callichthyidae. Loài này được tìm thấy ở các con sông trải dài từ bang Espírito Santo đến bang Paraná, thuộc quốc gia Brazil. C. nattereri được mô tả lần đầu tiên vào năm 1876.
Loài này được theo tên của nhà nghiên cứu sinh vật Johann Natterer.

## Mô tả
C. nattereri trưởng thành dài khoảng 5,5 - 6,5 cm. Chúng thường sống ở tầng đáy của các sông hồ, thích hợp với môi trường nước có độ pH từ 6,0 đến 8,0, độ cứng của nước khoảng 2 - 25 dGH và nhiệt độ khoảng từ 20 đến 23 °C. Thức ăn chủ yếu của C. nattereri là giun, côn trùng, động vật giáp xác và rong rêu. Cá mái đẻ trứng trong thảm thực vật dày và không bảo vệ trứng. Ở C. nattereri trưởng thành, cá đực có xu hướng nhỏ hơn so với cá mái.
Vây của C. nattereri không có hoa văn. Phần bụng có màu vàng nhạt. Điểm nổi bật dễ thấy là phần mang có màu xanh lá. C. nattereri có một sọc đen rõ rệt chạy dọc theo chiều dài của thân.
Tương tự như các loài khác trong Corydoras, C. nattereri cũng được nuôi làm cá cảnh.